# ポーター (鉄道)
ポーター（英語：porter）は、鉄道駅・空港・ホテル構内で旅客の手荷物等を客に代わり運搬する職業、またはその職業に従事している者を指す。駅構内入口から待合室や列車へ、あるいは逆に列車から待合室や駅出入口まで旅客の荷物を運搬する。
場合によっては、寝台車などで乗客の世話をする係員を指す場合もある（列車ボーイ）。
日本では「赤帽（あかぼう）」ともいい、この言葉は鉄道の駅構内で営業するポーターが赤い帽子を被っていたことに由来する。英語にも「Redcap」という同じ意味の単語がある。

## 日本
日本では手荷物運搬人とされ、持ち込み手荷物を運搬した。履物に地下足袋と思われるもの、または黒の革靴、脛にゲートルを巻き、濃紺の詰襟と思われる上着に赤い帽子を被っていたことから赤帽と呼ばれた。また市販の時刻表には赤帽が配置されている駅が表示されていた。1924年においては旅客一人あたり5銭であった。
かつては日本でも他国と同様、全国各地の主要駅に常駐していたが、宅配便の普及などもあって旅客が持つ手荷物の分量が少量化したことで需要が減少したため、日本の鉄道で赤帽が常駐している駅はなくなった。最後まで赤帽が常駐していたのは岡山駅で、運搬料は大小にかかわらず荷物1個500円であった。
2012年10月1日、ヤマトホールディングス傘下のヤマト運輸株式会社がJR東日本グループの株式会社鉄道会館が運営する東京駅丸の内駅舎北口ドーム内の「JR EAST Travel Service Center内クローク東京駅丸の内北口店」において業務を開始し、およそ6年ぶりに鉄道駅のポーターが復活することとなった。

### 日本での歴史
- 1896年（明治29年）夏頃、山陽鉄道に先立つ数ヶ月前に関西鉄道の駅において「荷物運搬夫」の名前で日本の鉄道における最初のポーターが誕生[5]。
- 1896年（明治29年）12月 山陽鉄道で荷運夫として主要駅（姫路駅、岡山駅、尾道駅、広島駅、宮島桟橋、徳山駅、三田尻駅）に配置された[6]。
- 1897年（明治30年）11月5日 鉄道作業局が赤帽の営業認可
- 1952年（昭和27年）09月20日 大阪の国鉄湊町駅（現：JR難波駅）で女子の赤帽が業務開始
- 2000年（平成12年）07月31日 上野駅で赤帽が廃止
- 2001年（平成13年）03月31日 東京駅で赤帽が廃止[7]
- 2006年（平成18年）岡山駅で赤帽が廃止、少なくともJRの駅からは赤帽が消えた
- 2006年（平成18年）東武浅草駅の階段下に常駐の赤帽が、この年以降は存在が確認されていない[8]。
- 2012年（平成24年）ヤマト運輸が東京駅でポーターサービスを開始。日本の鉄道にポーターが復活した

## アメリカ合衆国
アメリカの鉄道では現在に至るまで荷物車による長距離列車での受託手荷物が継続されており、2014年現在もなおアムトラック主要駅に赤帽(Redcap)と呼ばれるポーターが配置されている。無料で利用可能であり（チップ別途）、アムトラックは正式な職員によるサービスの利用を推奨している。配置駅は以下の通りである
。
- ボルチモア・ペン駅
- ボストン南駅
- シカゴ・ユニオン駅
- ロサンゼルス・ユニオン駅
- ニューヘイブン・ユニオン駅
- ニューヨーク・ペン駅
- ニューアーク・ペン駅
- フィラデルフィア・30丁目駅
- ポートランド (オレゴン州)・ユニオン駅
- シアトル・キングストリート駅
- ワシントンD.C. ユニオン駅
- ウィルミントン駅